# Сестра Керри
«Сестра Керри» (англ. Sister Carrie) — первый роман американского писателя Теодора Драйзера, опубликованный в 1900 году.

## Сюжет
Восемнадцатилетняя Каролина (Керри) Мибер едет из родного маленького городка Колумбия-сити к старшей сестре и её мужу в Чикаго. И родственники, и город встречают её неласково. С трудом найденную после долгих поисков тяжёлую и низкооплачиваемую работу на фабрике Керри потеряла из-за болезни. Найти новое место было сложно. Девушка долго сидела без денег, но ей помог молодой коммивояжёр Чарльз Друэ, с которым она познакомилась ещё в поезде.
Он уговорил девушку переехать от родственников и сделал своей любовницей. Вскоре Друэ познакомил Керри с Джорджем Герствудом — управляющим баром. Тот сразу стал проявлять интерес к хорошенькой девушке, который только усилился после того, как Герствуд увидел Керри в любительском спектакле.
Видя, что Керри уже тяготится отношениями с Друэ, Герствуд начал ухаживать за ней, в надежде на взаимность, хотя был женат. Когда Керри узнала об этом от Друэ, она решила порвать с новым любовником, но тот хитростью заставил её бежать с ним сначала в Монреаль, а потом в Нью-Йорк. Там им пришлось жить под другими именами, так как перед отъездом Герствуд обокрал бар, которым управлял и, не объяснившись со своей женой, сбежал. Большую часть денег он потом вернул, и им с Керри вскоре стало не на что жить. Попытки Герствуда найти работу не увенчались успехом.
Тогда с разрешения мужа Керри решила попытать счастья в театре. Не сразу, но ей удалось устроиться статисткой. Постепенно, благодаря своему таланту, она стала популярной комедийной актрисой под псевдонимом Керри Маденда, ранее придуманным для неё Друэ, когда она дебютировала в любительском спектакле, и бросила Герствуда, который постепенно скатился на самое дно и покончил с собой.

## Персонажи
- Каролина (Керри) Мибер (англ. Caroline 'Carrie' Meeber) — главная героиня романа;
- Минни Гансон (англ. Minnie Hanson) — старшая сестра Керри, у которой она проживала некоторое время перед тем, как уйти к Друэ;
- Свен Гансон (англ. Sven Hanson) — муж Минни;
- Чарльз Друэ (англ. Charles H. Drouet) — коммивояжёр, познакомился с Керри в поезде по пути в Чикаго;
- Джордж Герствуд (англ. George W. Hurstwood) — управляющий баром; впоследствии муж Керри;
- Джулия Герствуд (англ. Julia Hurstwood) — жена Джорджа;
- Джессика и Джордж-младший (англ. Jessica and George, Jr) — дети Джорджа и Джулии Герствудов;
- Мистер и миссис Вэнс (англ. Mr. and Mrs. Vance) — соседи Керри и Герствуда в Нью-Йорке;
- Роберт Эймс (англ. Robert Ames) — кузен миссис Вэнс;
- Лола Осборн (англ. Lola Osborne) — подруга Керри, с которой та познакомилась, когда начала работать в театре.

## Экранизации
Роман был экранизирован в 1952 году, режиссёром киноверсии выступил Уильям Уайлер. Главные роли исполнили Лоренс Оливье (Герствуд), Дженнифер Джонс (Керри) и Эдди Альберт (Друэ).

## Постановки
В 1978 году в Рижском государственном театре оперетты был поставлен мюзикл «Māsa Kerija» («Сестра Керри»). Стихи Яниса Петерса, музыка Раймонда Паулса, в роли сестры Керри Мирдза Зивере. Постановка пользовалась большой популярностью и в 1980 году Всесоюзная фирма грамзаписи «Мелодия» выпустила запись мюзикла на пластинке.